# Christoph Wacke
Christoph Wacke (* Juni 1596 in Naumburg; † 5. Mai 1649 in Coswig, Anhalt) war ein deutscher Rechtswissenschaftler.

## Leben
Geboren als Sohn des Juristen und Bürgermeisters von Naumburg Valerius Wacke und seiner Frau Elisabeth Gartmann verlor er bereits einen Tag nach seiner Geburt seinen Vater. Daher sorgte sich seine Mutter um seine Erziehung, welche er bis zu seinem zwölften Lebensjahr genoss. Dann wurde er zu Verwandten nach Leipzig geschickt, wo er Unterricht von Privatlehrern erhielt. So vorgebildet besuchte er 1616 juristische Vorlesungen, an der Universität Leipzig. 1617 begab er sich an die Universität Jena und wechselte am 26. Juni 1618 an die Universität Wittenberg, wo er auch vorhatte zu bleiben.
Jedoch konnte seine Mutter seinen Universitätsaufenthalt nicht finanzieren. Daher begab er sich in die Dienste eines gräflich oldenburgischen Geheimrates, welcher ihn nach Wien schickte. Da er sich bei dieser Reise als nützlich erwiesen hatte, wurde er Sekretär bei Magdalena der verwitweten Fürstin von Anhalt, welches Amt er drei Jahre verwaltete. 1625 studierte er erneut an der Universität Wittenberg, war als Informator und Inspektor bei Wolff Magnus Löser tätig und übernahm später eine Stelle als Protonotar am Wittenberger Hofgericht.
Nachdem er sich am 23. März 1630 das Lizentiat der Rechte erworben hatte, wurde als Rat des Fürsten von Anhalt bestellt, übernahm 1636 eine Stelle als Advokat am Wittenberger Hofgericht und wirkte als Privatdozent an der juristischen Fakultät der Wittenberger Akademie. Nachdem er am 4. Juli 1637 zum Doktor der Rechtswissenschaften promoviert hatte, wurde durch den Tod von Cornelius Crull eine Professur an der juristischen Fakultät vakant, daher wurde er am 26. April 1642 durch den sächsischen Kurfürsten zum Professor der Instituten berufen.
In jener Funktion verwaltete er 1645 das Rektorat der Wittenberger Akademie, er wurde als scharfsinniger Praktiker, überdies als uneigennütziger Anwalt der Armen und Bedrückten gerühmt. Auf einem Besuch in Coswig erkrankte er und erlag den Folgen eines Herzinfarktes. Sein Leichnam wurde nach Wittenberg überführt, wo er am 9. Mai beigesetzt wurde.
Er heiratete am 25. Mai 1630 Euphrosene, die Tochter des Amtsschreibers Abel Volk. Aus der Ehe sind ein Sohn und eine Tochter hervorgegangen, die jedoch vor ihrem Vater verstarben. Nachdem seine erste Frau 1635 verstorben war, heiratete er erneut am 3. Juli 1637 Martha Heller, mit der er drei Kinder hatte. Einzig Johann Christian Wacke und Anna Elisabeth Wacke überlebten ihren Vater.

## Werkauswahl
- (Als Respondent) Disputatio Iuridica De Iurisdictione. Danus, Leipzig 1620. (Digitalisat)
- Dissertationem hanc Iuridicam De Tutelis. (Resp. Julius Zaschler) Wendt, Wittenberg 1642. (Digitalisat)
- Commentatio iuridica de adaeratione operarum et servitiorum rusticnorum, oder: Vom Frohn- und Hufen-Gelde. Editio Tertia. Schröter, Leipzig 1742. (Digitalisat)
- Disputatio juridica de legitimatione. (Resp. Valentin Exß) Wendt, Wittenberg 1642. (Digitalisat)
- Tractatio juridica inauguralis De jure singulari. (Resp. Gottfried Suevus) Röhner, Witten berg 1643. (Digitalisat)
- Dissertatio inaugoralis De jure sepulturae. (Resp. Justus Bernhard Hoyer) Wendt, Wittenberg 1648. (Digitalisat)
- Disputatio inauguralis De juramentis. (Resp. Christophorus Kühn) Röhner, Wittenberg 1647. (Digitalisat)